# Нааяат
Нааяат (гренл. Naajaat, по старой орфографии Naujât) — посёлок в коммуне Каасуитсуп, в северо-западной Гренландии. Население на январь 2007 года составляло 63 человека.

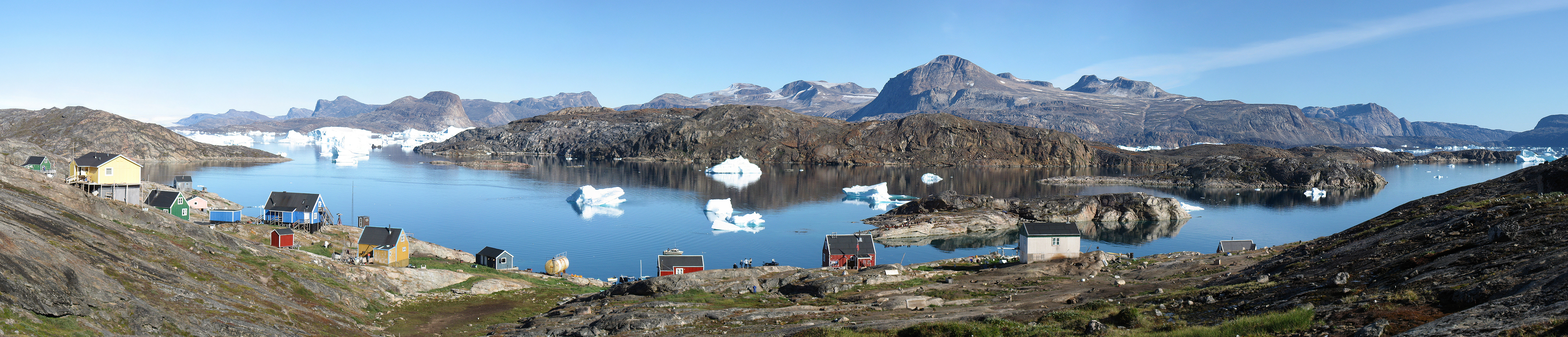
Панорама Нааяата. Голубое здание слева используется как школа, церковь и клуб